# 新华街道 (都匀市)
新华街道，是中华人民共和国贵州省黔南布依族苗族自治州都匀市一个已撤销的街道办事处。
2013年，撤销新华街道，将新华社区、石板街社区民族路以北的区域和环西社区、西苑社区、剑北社区划归广惠街道管辖，新华社区、石板街社区民族路以南的区域划归文峰街道管辖。